# La Alhóndiga (Toledo)
La Alhóndiga es un edificio de la ciudad española de Toledo. Situado al norte del casco histórico, su construcción data de principios del siglo XVII.

## Historia
Las alhóndigas, también llamadas alholíes, que en su origen islámico eran al tiempo mesones y lugares de venta, pasan a ser casi todas ellas, a partir del siglo XVI, locales para exclusivo almacenamiento y comercio de trigo, terminando por convertirse en centros oficiales casi siempre municipales. 
El edificio original, construido entre 1575 y 1582, se vino abajo por completo en 1593. 
En 1594, Nicolás de Vergara el Mozo trazaba un sistema de contención para el Miradero, procediéndose después a la reconstrucción de la Alhóndiga, que concluyó en 1536. 
La Alhóndiga ha tenido a lo largo de la historia usos muy dispares, desde el almacén militar francés, que fue durante la Guerra de la Independencia, hasta la estación de autobuses, que fue hace poco tiempo. 

## Descripción
Se trata de una construcción de planta rectangular, sencilla y eminentemente funcional; es más bien cerrada hacia el exterior, por la cuestión del almacenaje de granos. Una serie de recios pilares, de sección cruciforme, compuestos de sillares de piedera en sus bases, distribuyen el espacio interior del edificio en una serie de naves, de alzados enjalbegados. 
Exteriormente, sobre un pétreo zócalo se levantan los muros, de aparejo mixto, ladrillo-mampostería, siendo las rafas de este último material verdaderas cajas, de distribución uniforme en los paramentos. 
Las dos portadas del edificio fueron acopladas al mismo en 1960, procedentes del que fuera convento toledano de los Trinitarios Calzados; son portadas platerescas, adinteladas; una de ellas con tímpano sobre el dintel y ambas con la cruz de la Orden Trinitaria. 